# Aphanocalyx heitzii
Aphanocalyx heitzii är en ärtväxtart som först beskrevs av François Pellegrin, och fick sitt nu gällande namn av Jan Johannes Wieringa. Aphanocalyx heitzii ingår i släktet Aphanocalyx och familjen ärtväxter. Inga underarter finns listade i Catalogue of Life.